# Хендерсон (Кентукки)
Хендерсон (англ. Henderson) — город в штате Кентукки (США). Административный центр округа Хендерсон. В 2020 году в городе проживали 27 981 человека. Входит в метрополитанский статистический ареал Эвансвилла.

## История
Хендерсон был заложен в 1797 году Трансильванской земельной компанией и назван в честь судьи и владельца компании Ричарда Хендерсона. Почтовый офис был открыт в 1801 году, а инкорпорирован в 1810 году. Общественный колледж Хендерсона, член системы общественных и технических колледжей Кентукки, был открыт в 1960 году.
В первые годы, город был в основном фермерским поселением, но затем экономика диверсифицировалась между промышленностью, сельским хозяйством (кукуруза, соевые бобы, пшеница, животноводство и табак), нефтью и углем. Производство включает переработку пищевых продуктов (птица), пластмасс, производство алюминия и одежды.

## Географическое положение
По данным Бюро переписи населения США Хендерсон имеет общую площадь в 47,6 км². Он расположен на берегу реки Огайо на северо-западе Кентукки, на границе между штатами Индиана и Кентукки, в 11 км к югу от Эвансвилла, Индиана.
Через центр города проходят шоссе:
- US 60 (англ. U.S. Route 60)
- US 41 (англ. U.S. Route 41).
- I-69 (англ. Interstate 69)

### Климат
По классификации климатов Кёппена климат Хендерсона относится к влажному субтропическому (Cfa). Средняя температура в году — 14,1 °C, самый тёплый месяц — июль (средняя температура 25,7 °C), самый холодный — январь (средняя температура 1,3 °C). Среднее количество осадков в году 1137,9 мм, наибольшее — в марте (127 мм), наименьшее — в июле (73,3 мм).

## Население
| Год переписи | Нас.  |  | %±     |
| ------------ | ----- |  | ------ |
| 1800         | 205   |  | —      |
| 1810         | 159   |  | −22,4% |
| 1830         | 484   |  | 204,4% |
| 1850         | 1775  |  | 266,7% |
| 1870         | 4171  |  | 135%   |
| 1880         | 5365  |  | 28,6%  |
| 1890         | 8835  |  | 64,7%  |
| 1900         | 10272 |  | 16,3%  |
| 1910         | 11452 |  | 11,5%  |
| 1920         | 12169 |  | 6,3%   |
| 1930         | 11668 |  | −4,1%  |
| 1940         | 13160 |  | 12,8%  |
| 1950         | 16837 |  | 27,9%  |
| 1960         | 16892 |  | 0,3%   |
| 1970         | 22976 |  | 36%    |
| 1980         | 24834 |  | 8,1%   |
| 1990         | 25945 |  | 4,5%   |
| 2000         | 27373 |  | 5,5%   |
| 2010         | 28757 |  | 5,1%   |
| 2020         | 27981 |  | −2,7%  |

В 2020 году в городе проживало 27 981 человека (48 % мужчин и 52 % женщин), насчитывалось 11 894 домашних хозяйств. Население Хендерсона по возрастному диапазону распределилось следующим образом: 19,2 % — жители младше 18 лет, 60,8 % — от 18 до 65 лет и 20,0 % — в возрасте 65 лет и старше. Медианный возраст — 40,0 лет. Расовый состав: белые — 78,1 %, афроамериканцы — 12,3 % и представители двух и более рас — 6,2 %. Высшее образование имели 17,3 %.
В 2020 году медианный доход на домашнее хозяйство оценивался в 43 413 $, на семью — 64 447 $. 20,0 % от всей численности населения находилось на момент переписи за чертой бедности. 74,6 % работали в частных компаниях, 3,3 % — самозанятые, 7,1 % были сотрудниками частных некоммерческих организаций, 12,0 % были государственными служащими, 3,0 % были самозанятыми в собственном незарегистрированном бизнесе или домашнем хозяйстве.